# Valla (Nordland)
Valla est une localité du comté de Nordland, en Norvège.

## Géographie
Administrativement, Valla fait partie de la kommune de Vega.